# 블루 데블
《블루 데블》(영어: Devil in a Blue Dress)은 미국에서 제작된 칼 프랭클린 감독의 1995년 네오누아르 미스터리 스릴러 영화이다. 덴절 워싱턴, 톰 사이즈모어, 제니퍼 빌스, 돈 치들 등이 출연하였고, 제시 비턴 등이 제작에 참여하였다.

## 줄거리
1948년 여름 로스앤젤레스. 회사에서 해고된 흑인 이지는 친구 조피로부터 백인 탐정 디윗을 소개 받는다. 디윗은 시장 후보인 토드와 약혼한 백인 여성 대프니가 실종돼 토드가 사퇴할 위기이니 대프니를 찾아달라고 의뢰한다.
알고 보니 친구 듀프리의 여자친구 커레타가 대프니와 절친한 사이였고, 커레타는 대프니가 폭력배 프랭크 그린과 가까워보였다고 말해준다. 곧 커레타가 살해된 채 발견되면서 경찰은 이지를 의심하는데...

## 출연
- 덴절 워싱턴 - 이지키얼 "이지" 롤린스 역
- 톰 사이즈모어 - 디윗 올브라이트 역
- 제니퍼 빌스 - 대프니 모네이 역
- 돈 치들 - 레이먼드 "마우스" 알렉산더, 옛 친구 역
- 모리 체이킨 - 매슈 터렐, 시장 후보 역
- 테리 키니 - 토드 카터 역
- 멜 윙클러 - 조피, 바텐더 친구 역
- 앨버트 홀 - 디건 오델 역
- 저나드 버크스 - 듀프리 부샤드 친구 역
- 리사 니콜 카슨 - 커레타 제임스 역
- 보 스타 - 밀러, 로스앤젤레스 경찰 역

## 기타 제작진
- 협력 제작: 도나 질로티
- 미술: 게리 프룻커프
- 의상: 섀런 데이비스

## 우리말 녹음
MBC 성우진 (1999년 10월 23일)
- 안지환 - 이지키얼 (덴절 워싱턴)
- 강희선 - 대프니 (제니퍼 빌스)
- 이인성 - 마우스 (돈 치들)
- 권혁수 - 올브라이트 (톰 사이즈모어)
- 김현직
- 황일청
- 김용식
- 김태훈
- 이우신
- 안장혁
- 박조호
- 변종필
- 김영선
- 엄현정
- 이철용
- 정남
- 최석필
- 김기철
- 김민성
- 김용준
- 박선영
- 송준석
- 이상범
- 최수진
- 한수림